# Дхармастала
Дхармаст(х)а́ла (англ. Dharmasthala, канн. ಧರ್ಮಸ್ಥಳ) — храмовый городок на берегах реки Нетравати в талуке Белтангада округа Дакшина-Каннада в Карнатаке. Является местом паломничества для индуистов и джайнов — город в среднем посещают около 10 000 паломников в день. Здесь расположен храм Манджунатхи — храм Шивы, в котором верующие поклоняются золотому лингаму. Отличительной особенностью этого храма является то, что им руководит совет, состоящий из джайнов, а поклонение осуществляется вайшнавскими пуджари из Мадхва-сампрадаи. Крупнейшим храмовым фестивалем является Лакшадипа — ежегодно проводимый в ноябре-декабре праздник огней. При храме существует механизированная кухня, обеспечивающая тысячи паломников бесплатным питанием.